# ستيف دود
ستيف دود (بالإنجليزية: Steve Dodd)‏ هو ممثل أسترالي، ولد في 1 يونيو 1928 في أليس سبرينغز في أستراليا، وتوفي في 10 نوفمبر 2014 في Basin View ‏ في أستراليا.

## أعمال

### أفلام
- (1981) غاليبولي
- (1999) ذا ماتريكس[4][5][6]

## وصلات خارجية
- ستيف دود على موقع IMDb (الإنجليزية)
- ستيف دود على موقع ألو سيني (الفرنسية)
- ستيف دود على موقع أول موفي (الإنجليزية)
- ستيف دود على موقع قاعدة بيانات الأفلام السويدية (السويدية)
- ستيف دود على موقع قاعدة بيانات الفيلم (الإنجليزية)
- ستيف دود على موقع كينوبويسك (الروسية)
- ستيف دود على موقع كينوبويسك (الروسية)